# Eulithoxenus mongolicus
Eulithoxenus mongolicus är en insektsart som först beskrevs av Boris Petrovich Uvarov 1928.  Eulithoxenus mongolicus ingår i släktet Eulithoxenus och familjen vårtbitare. Inga underarter finns listade i Catalogue of Life.